# Pietro Leopoldo Ferri
Pietro Leopoldo Ferri (1787 – 1847) è stato un bibliografo e collezionista di libri italiano Figlio del conte Giovanni Giuseppe e della contessa Leopoldine di Starhemberg, accademico degli Eccitati e poeta d'epigrammi.

## Biografia
Ferri fu il primo in Italia a scrivere un testo, intitolato Biblioteca femminile italiana, datato 1842, nel quale raccolse, ordinò ed espose le opere di autrici vissute dal Duecento in avanti. Il libro, che conta 411 pagine, segue l’ordine alfabetico del cognome delle autrici e le opere, talvolta segnalate in più edizioni, vengono accompagnate da brevi note editoriali. 
Si ritiene che la sua passione per i libri, in particolare quelli di autrici femminili, Ferri l'abbia maturata grazie all’educazione impartita dalla madre il cui salotto era frequentato dalle vivaci menti presenti in città; altra corrente di pensiero invece ritiene abbia voluto testimoniare e dimostrare la gloria delle scrittrici italiane in un periodo di risveglio della cultura nazionale o più semplicemente offrire un testo consultabile della produzione letteraria femminile del passato. 
Le fonti impiegate dal bibliofilo vengono indicate nella introduzione del libro, in cui Ferri ricorda l’aiuto ricevuto dall’abate Fortunato Federici, bibliotecario dell’Università di Padova, autore di biografie e collaboratore del tipografo-editore Niccolò Bettoni. Oltre Federici, Ferri menziona tre volumi dedicati a donne illustri, scritti di Ambrogio Levati nel 1821 e il cui materiale era stato predisposto da Luigi Mabil, Antonio Marsand e Antonio Meneghelli, docenti dell’Università di Padova. 
Alla morte, Pietro Leopoldo Ferri lasciò la biblioteca in eredità ai figli e ne affidò la custodia alla moglie. Nel 1870 la raccolta venne donata dai figli al Comune di Padova e presto furono aggiunti anche libri lasciati dalle scrittrici stesse o intere collezioni, finché nel 1936 venne deciso di non incrementarla più.

## Opere
- Biblioteca femminile italiana: raccolta, posseduta e descritta, Bandettini, T., Ferri, P. L., Castreca-Brunetti, E. (1842),  Italia: Tip. Crescini.